# Mélusine (héraldique)
Pour les articles homonymes, voir Mélusine.
La mélusine (nom commun) est une figure héraldique imaginaire inspirée de la fée Mélusine, mais qui a perdu sa queue de serpent au profit d'une queue de poisson. De ce fait, elle devient plus une variante de la sirène dont elle ne diffère que par l'eau du bain : la mer ou l'onde de la sirène est une cuve pour la mélusine.
Ci-contre : d'argent, à la mélusine de carnation, chevelée d'azur, marinée de gueules au miroir d'or et au peigne du même, dans son baquet de sinople.
Certains auteurs britanniques définissent la mélusine comme étant une sirène à double queue, extrapolant sur la représentation germanique de Mélusine (à double queue et souvent couronnée). Ainsi, selon cette définition, Mouila se voit doté d'une étonnante « Mélusine » laquelle, a priori représente cependant Mami Wata.
Le terme est aussi utilisé pour désigner les cimiers en forme de dragon issant d'une cuve de certaines familles dont les comtes de Luxembourg et leur descendance les seigneurs et comtes de Ligny et les comtes de Saint-Pol.